# 24950 Нікхілас
24950 Нікхілас (24950 Nikhilas) — астероїд головного поясу, відкритий 23 серпня 1997 року.
Тіссеранів параметр щодо Юпітера — 3,250.